# Unione Sportiva Cremonese 1946-1947
Questa pagina raccoglie le informazioni riguardanti l'Unione Sportiva Cremonese nelle competizioni ufficiali della stagione1946-1947.

## Stagione
La nuova Serie B, scaturita dal caos postbellico comprende una caterva di squadre. Si decide di organizzare un campionato diviso in tre gironi a carattere geografico, 22 nel girone A, 21 nel girone B e 17 nel girone C. La Cremonese ha disputato il girone B, ottenendo il sesto posto con 43 punti, nel campionato vinto dalla Lucchese con 54 punti davanti al Padova con 49 punti.

## Rosa
| N. |                   | Ruolo | Calciatore           |
| -- | ----------------- | ----- | -------------------- |
|    | Italia (bandiera) | D     | Piero Asnaghi        |
|    | Italia (bandiera) | A     | Mario Barera         |
|    | Italia (bandiera) | D     | M. Bocchi            |
|    | Italia (bandiera) | D     | Enrico Boniforti     |
|    | Italia (bandiera) | A     | Renato Cattaneo      |
|    | Italia (bandiera) | C     | Goffredo Colombi     |
|    | Italia (bandiera) | C     | Luigi Croci          |
|    | Italia (bandiera) | A     | Amedeo Degli Esposti |
|    | Italia (bandiera) | C     | Fausto Denti         |
|    | Italia (bandiera) | P     | Mario Gambazza       |
|    | Italia (bandiera) | A     | Adriano Gè           |

| N. |                   | Ruolo | Calciatore         |
| -- | ----------------- | ----- | ------------------ |
|    | Italia (bandiera) | C     | Vaifro Goffi       |
|    | Italia (bandiera) | P     | Enrico Gualazzi    |
|    | Italia (bandiera) | C     | Giuseppe Guarneri  |
|    | Italia (bandiera) | A     | R. Lombardi        |
|    | Italia (bandiera) | C     | Giorgio Michelini  |
|    | Italia (bandiera) | C     | Piero Pasinati     |
|    | Italia (bandiera) | A     | Ottorino Paulinich |
|    | Italia (bandiera) | D     | Guido Quadri       |
|    | Italia (bandiera) | C     | Sergio Riva        |
|    | Italia (bandiera) | D     | E. Solari          |
|    | Italia (bandiera) | A     | Leo Trovati        |

## Risultati

### Serie B (girone B)

#### Girone di andata
| Arbitro: | Poggipollini (Ferrara) |

|  |           |                         |
|  | Marcatori | 31’ Cattaneo 44’ Barera |

| Arbitro: | Cappucci (Roma) |

|                                                            |           |  |
| Colombi 27’ Denti 40’ Cattaneo 75’ Gè 77’ 79’ Cattaneo 89’ | Marcatori |  |

| Empoli 6 ottobre 1946 3ª giornata | Empoli            | 0 – 0 | Cremonese | Stadio Comunale di Empoli\| Arbitro: \| Fornari (Bologna) \| |
| Arbitro:                          | Fornari (Bologna) |       |           |                                                              |

| Arbitro: | Zavattaro (Casale Monferrato) |

|  |           |                 |
|  | Marcatori | 44’, 75’ Cecchi |

| Arbitro: | Massai (Pisa) |

|                           |           |            |
| Totti 27’ Di Pasquale 48’ | Marcatori | 14’ Barera |

| Arbitro: | Milanone Ridor (Biella) |

|            |           |              |
| Barera 79’ | Marcatori | 84’ Frattini |

| Arbitro: | Massironi (Milano) |

|                  |           |               |
| Dalle Vacche 63’ | Marcatori | 28’ Boniforti |

| Arbitro: | Magnoni (Milano) |

|              |           |           |
| Lombardi 50’ | Marcatori | 85’ Maran |

| Arbitro: | Longagnani (Modena) |

|           |           |  |
| Fiore 32’ | Marcatori |  |

| Arbitro: | Buratti (Milano) |

|                            |           |  |
| Cattaneo 49’ Boniforti 60’ | Marcatori |  |

| 1º dicembre 1946 11ª giornata |  | – Turno di riposo CREMONESE |  |  |

| Arbitro: | Franzi (Vercelli) |

|              |           |  |
| Cattaneo 26’ | Marcatori |  |

| Arbitro: | Massai (Pisa) |

|                                                                                       |           |  |
| Colombi 32’ Degli Esposti 39’ Gè 41’ Denti 49’ Campari 76’ (aut.) Cattaneo 89’ Gè 90’ | Marcatori |  |

| Mantova 22 dicembre 1946 14ª giornata | Suzzara          | 0 – 0 | Cremonese | Stadio John Robert Nation\| Arbitro: \| Bergomi (Milano) \| |
| Arbitro:                              | Bergomi (Milano) |       |           |                                                             |

| Arbitro: | Moradei (Trieste) |

|               |           |  |
| Boniforti 86’ | Marcatori |  |

| Arbitro: | Pizzato (Mestre) |

|                      |           |           |
| Michelini 72’ Gè 89’ | Marcatori | 85’ Obuel |

| Arbitro: | Cicardi (Lecco) |

|  |           |                             |
|  | Marcatori | 5’ Colombi 65’ 89’ Cattaneo |

| Arbitro: | Matucci (Seregno) |

|                                      |           |  |
| Colombi 11’ Cattaneo 57’ Colombi 89’ | Marcatori |  |

| Arbitro: | Moradei (Trieste) |

|                                    |           |  |
| Burattini 1’ Roncali 50’ Capri 56’ | Marcatori |  |

| Arbitro: | Milanone Ridor (Biella) |

|                                               |           |               |
| Vescovo 31’ Bearzot 61’ Brumat 76’ Susmel 89’ | Marcatori | 58’ Michelini |

| Arbitro: | Canavesio (Torino) |

|  |           |           |
|  | Marcatori | 74’ Coppa |

#### Girone di ritorno
| Arbitro: | Piemonte (Monfalcone) |

|               |           |               |
| Boniforti 43’ | Marcatori | 88’ Albarello |

| Arbitro: | Pizzato (Mestre) |

|                 |           |  |
| Cortini 55’ 65’ | Marcatori |  |

| Cremona 2 marzo 1947 24ª giornata | Cremonese        | 0 – 0 | Empoli | Stadio Giovanni Zini\| Arbitro: \| Tibaldi (Savona) \| |
| Arbitro:                          | Tibaldi (Savona) |       |        |                                                        |

| Arbitro: | Agnolin (Bassano del Grappa) |

|                                     |           |              |
| Cecchi 2’ Cambi 55’ Ferrari 63’ 77’ | Marcatori | 69’ Cattaneo |

| Arbitro: | Beccaria (Torino) |

|                                                      |           |  |
| Colombi 17’ Barera 24’ Colombi 67’ Degli Esposti 81’ | Marcatori |  |

| Arbitro: | Canavesio (Torino) |

|                          |           |            |
| Porcelli 50’ Forlani 82’ | Marcatori | 48’ Barera |

| Arbitro: | Codeluppi (Lodi) |

|                          |           |               |
| Colombi 11’ Cattaneo 13’ | Marcatori | 66’ Cremonesi |

| Arbitro: | Fornari (Bologna) |

|                         |           |  |
| Bronzoni 38’ 44’ Zironi | Marcatori |  |

| Arbitro: | Maglio (Torino) |

|                                   |           |  |
| Boniforti 40’ (rig.) Cattaneo 63’ | Marcatori |  |

| Arbitro: | Bernardi (Savona) |

|  |           |                 |
|  | Marcatori | Colombi 26’ 36’ |

| 27 aprile 1947 32ª giornata |  | – Turno di riposo CREMONESE |  |  |

| Arbitro: | Pasinetti (Roma) |

|                                                 |           |                  |
| Redaelli 40’ Varoli 45’ Redaelli 55’ Varoli 85’ | Marcatori | 75’ 88’ Cattaneo |

| Arbitro: | Valsecchi (Milano) |

|           |           |  |
| Marmiroli | Marcatori |  |

| Arbitro: | Zago (Belluno) |

|                                              |           |           |
| Colombi 18’ Denti 52’ Colombi 60’ Barera 85’ | Marcatori | 49’ Beghi |

| Arbitro: | Scotti (Taranto) |

|                                  |           |                                   |
| Ortali 61’ Gardini 77’ Spini 85’ | Marcatori | 19’ Barera 63’ Cattaneo 69’ Denti |

| Arbitro: | Picasso (Milano) |

|           |           |                                              |
| Obuel 82’ | Marcatori | 43’ Michelini 80’ Degli Esposti 89’ Cattaneo |

| Cremona 8 giugno 1947 38ª giornata | Cremonese                 | 0 – 0 | Piacenza | Stadio Giovanni Zini\| Arbitro: \| Rosso (Casale Monferrato) \| |
| Arbitro:                           | Rosso (Casale Monferrato) |       |          |                                                                 |

| Arbitro: | Garassino (Varese) |

|               |           |  |
| Giorgioni 51’ | Marcatori |  |

| Arbitro: | Pera (Firenze) |

|               |           |             |
| Paulinich 74’ | Marcatori | 81’ Zanollo |

| Arbitro: | Picasso (Milano) |

|                              |           |             |
| Barera 33’ Gè 44’ Barera 76’ | Marcatori | 87’ Freschi |

| Arbitro: | Codeluppi (Lodi) |

|                                       |           |                                |
| Conti 15’ Miniati 50’ Catelli 57’ 89’ | Marcatori | 13’ Cattaneo 44’ Barera 84’ Gè |